# Fredrik Holster
Fredrik Holster (* 10. März 1988 in Nyköping) ist ein schwedischer Fußballspieler. Der offensive Mittelfeldspieler und Stürmer debütierte 2006 für BK Häcken in der Allsvenskan.

## Werdegang
Holster entstammt der Jugend von Nyköpings BIS. Bereits als Jugendlicher rückte er 2004 in den Kader der seinerzeit in der Drittklassigkeit antretenden Wettkampfmannschaft auf, zudem wurde er für die schwedische Juniorennationalelf berufen. In der folgenden Spielzeit verpasste er mit der Mannschaft aufgrund einer Ligareform den Klassenerhalt, in seinen 17 Spieleinsätzen hatte er jedoch höherklassig auf sich aufmerksam gemacht. Zum Jahreswechsel schloss sich der Nachwuchsnationalspieler dem Erstligisten BK Häcken  in der Allsvenskan an, bei dem er einen bis Ende 2008 gültigen Vertrag unterzeichnete. In der Erstliga-Spielzeit 2006 kam er zu zwei Kurzeinsätzen in der schwedischen Eliteserie, aus der der Verein am Saisonende abstieg. Allerdings kam er auch in der Superettan kaum über die Rolle des Ergänzungsspielers hinaus.
Im Sommer 2008 wechselte Holster innerhalb der zweiten Liga zum Ligakonkurrenten Väsby United. Im Saisonverlauf etablierte sich der Zwanzigjährige dort in der Startformation und erzielte in der folgenden Spielzeit seine ersten drei Profitore. Im Sommer 2010 verließ er nach zwei Jahren den im Abstiegskampf befindlichen Klub und schloss sich dem Zweitligisten GIF Sundsvall an, bei dem er einen Kontrakt mit drei Jahren Laufzeit unterzeichnete, um den abgewanderten Mirza Durakovic zu ersetzen. Mit zwei Toren in acht Spielen bis zum Saisonende trug er zum Erreichen des Relegationsplatzes zur Allsvenskan bei. Dort verpasste die Mannschaft um Jonas Wallerstedt, David Myrestam und Emil Forsberg jedoch nach zwei Niederlagen gegen den Erstligisten Gefle IF den Aufstieg. 
In der Spielzeit 2011 avancierte Holster zum regelmäßigen Torschützen. Mit 14 Saisontoren krönte er sich einerseits vereinsintern zum besten Torschützen, andererseits war er damit ein Garant für das Erreichen des zweiten Tabellenplatzes hinter Åtvidabergs FF und dem damit verbundenen direkten Aufstieg in die Allsvenskan. Dort war er mit fünf Saisontoren nicht mehr annähernd so erfolgreich. Die von Sören Åkeby trainierte Mannschaft um Stefan Ålander und Kevin Walker stand im Saisonverlauf lange Zeit im Mittelfeld, rutschte aber im letzten Saisondrittel auf den Relegationsplatz ab. Nach einer 0:3-Hinspielniederlage gegen Halmstads BK gehörte er zwar im Rückspiel neben dem zweifach erfolgreichen Simon Helg und Ari Freyr Skúlason zu den Torschützen, der 4:3-Erfolg war jedoch in Addition zu wenig zum Klassenerhalt. In der zweiten Liga gehörte er nicht mehr zu den Stammspielern, bis Ende April kam er lediglich zu einem Spieleinsatz. Daraufhin einigte er sich mit dem Verein auf eine Auflösung seines Vertrages.
Anschließend wechselte Holster im August 2013 nach Aserbaidschan zum Hauptstadtklub Rəvan Baku FK. Dort kam er jedoch nicht über die Rolle eines Ergänzungsspielers hinaus, bis zum Jahreswechsel lief er in fünf Partien in der Premyer Liqası auf und war anschließend zunächst vereinslos.
Kurz vor Beginn der Zweitliga-Spielzeit 2014 nahm Assyriska Föreningen im März 2014 Holster für zwei Jahre unter Vertrag. Unter Trainer Valentic Azrudin war er auf Anhieb Stammspieler, an der Seite von David Durmaz, Sotirios Papagiannopoulos, Robin Malmkvist und Christopher Brandeborn belegte er am Saisonende einen Relegationsplatz. Nach einem 1:1-Unentschieden beim Göteborger Klub Örgryte IS und einem 0:0-Heimunentschieden hielt er mit dem Klub die Klasse.